# Callerebia howarthi
Callerebia howarthi är en fjärilsart som beskrevs av Sakai 1978. Callerebia howarthi ingår i släktet Callerebia och familjen praktfjärilar. Inga underarter finns listade i Catalogue of Life.